# Черамида-Пелегрина
Черамида-Пелегрина је насеље у Италији у округу Ређо ди Калабрија, региону Калабрија.
Према процени из 2011. у насељу је живело 1418 становника. Насеље се налази на надморској висини од 431 м.